# Urbano Aletti
Urbano Aletti (Milano, 18 marzo 1923 – Milano, 4 dicembre 2019) è stato un politico e banchiere italiano, presidente del comitato direttivo degli agenti di cambio della Borsa di Milano dal 1971 al 1978.

## Biografia
Appartenne ad una storica famiglia della finanza milanese che già nell'800, sotto Francesco I d'Austria, operava come cambiavalute  per poi dedicarsi all'intermediazione dei titoli. Nel 1918 il padre, Arturo, fondò la banca privata Aletti-Tremolada; il nonno materno, Giuseppe Bellomo, fu socio di Giuseppe Queirazza nella banca Bellomo-Queirazza che in seguito diventerà Banca Manusardi e poi Banca Fideuram.
Laureato nel 1945 in Economia all'Università Cattolica (presidente della commissione d'esami era Amintore Fanfani), Aletti entrò in Borsa nel 1946 rilevando gli uffici del padre in via Monte di Pietà a Milano. Nel 1958 acquistò Villa Stampa a Morosolo, Varese, un edificio storico (nell'agosto 1847 vi soggiornò Alessandro Manzoni) diventato un rudere durante la guerra e riportato all'aspetto originario dall'architetto Luigi Caccia Dominioni.
Agente di cambio dal 1962, fu presidente del comitato degli agenti di cambio dal 1971, fu eletto senatore per la Democrazia Cristiana dal 1976 al 1979 ricoprendo l'incarico di presidente della Commissione finanze e tesoro. Negli anni ottanta diventò presidente della Federazione delle Borse mondiali, fu anche presidente dell'Arel e uno dei protagonisti dell'ingresso dell'Italia nello SME. 
Morì nel 2019 a 96 anni.

## Opere
- Borsa: scalate e offerte pubbliche di acquisto, Bologna, Il Mulino, 1987

## Vita privata
Sposato dal 1948, a 25 anni, con Anna Montano (scomparsa nel 2008). Sei i figli.